# Underworld – A vérfarkasok lázadása
Az Underworld – A vérfarkasok lázadása (eredeti cím: Underworld: Rise of the Lycans) 2009-ben bemutatott amerikai film, Patrick Tatopoulos rendezésében, az Underworld-filmek harmadik része.

## Cselekmény
Évszázadokkal ezelőtt a két halhatatlan faj, a vámpírok és a farkasemberek harcoltak egymás ellen. A vámpírok megtartották emberi formájukat és emberségüket, szerveződve éltek, azonban a farkasemberek csak kegyetlen ösztönlények voltak, akik nem voltak képesek visszavenni emberi alakjukat. Legalábbis ez így volt míg meg nem született az első vérfarkas avagy lycan, Lucian, aki emberi formában született, de farkassá is tudott változni. A vámpírok vezére, Viktor eleinte a megölésén gondolkodott, de aztán rájött, hogy saját hasznára hajthatja a fiút: harcossá képezte és elkezdett vele szolgákat haraptatni, így létrehozva egy új fajt, akik a vámpírok alárendeltjei lettek.
A vérfarkasok mind rabszolgasorban vannak, de Lucian Viktor kegyeltjeként kiemelkedik közülük, még ha nem is túl látványosan. A vérfarkas azonban szökni készül egy általa készített kulccsal, ami a nyakán lévő zárat nyitja. Lucian szabadulása után el akar menni jó messzire Viktor lányával, Sonjával, akivel teljesen titokban folytat viszonyt. Időközben a farkasemberek többször is megtámadták a Viktornak hű nemeseket, így mikor az egyik új szolgákkal indul útra, ő kiküldi halálosztóit, akikhez akarata ellenére lánya is csatlakozik. A farkasemberek túlerőben vannak, ezért Lucien használja a kulcsot és kiszökik, hogy segítsen a vámpírokat. A harc során vérfarkassá változik, majd meghátrálásra készteti a farkasembereket, ezzel Sonja életét is megmentve.
Bár Viktor hálás lánya megmentéséért, Lucien mégis megszegte a szabályt, ezért kegyvesztetté válik, majd a megkorbácsolása után tömlöcbe kerül. Ott több fajtársával is összebarátkozik, köztük a frissen vérfarkassá változtatott szolgával, Raze-zel, aki a farkasemberek támadásakor is helyt állt. Lucien társaival szökni készül, amihez Sonja segítsége kell: a nő vámpírtanácsbeli helyét adja a vámpírok krónikásának, Andreas Tanisnak, cserébe az átadja nekik a Lucien által korábban készített kulcs másolatát. Lucien kiszabadítja társait és nappal megszöknek, így a vámpírok nem tudják kívülre követni őket – ám előtte megbeszéli Sonjával, hogy pár nap múlva találkoznak.
Tanisnak sikerül tisztáznia magát a szökés kapcsán, így Viktor Sonjára kezd gyanakodni, ezért megharapja őt, így láthatja a nő emlékeit és tudomást szerez a nő Luciennel való kapcsolatáról. Az őrjöngő Viktor bezáratja Sonját annak szobájába, amiről Lucien is tudomást szerez az egyik szobalány által. Lucien betör a vámpírok várába, hogy megszöktesse szerelmét, ám ez Viktor csapdája volt, hogy ismét elfoghassa. Sonja együtt harcol Luciennel mikoris kiderül, hogy terhes tőle, gyermeke pedig a két faj hibridje lesz. Az elszörnyedő Viktor a vámpírtanács elé viszi lányát, akik a kapcsolatuk miatt halálra ítélik a lányt. Miután a nő szeme láttára megkínozták Lucient felnyitják a tetőt, így az azon át beáradó napfény megöli a nőt. A feldühödött Lucien letépi láncait és farkassá alakulva száll szembe a vámpírokkal, üvöltésére az általa megmentett vérfarkasok, de még a farkasemberek is a várhoz jönnek. A vámpírok harcolni próbálnak, de nincs sok esélyük, ezért Viktor és Tanis menekülőre fogják. Míg utóbbi sikeresen kijut a másik két, alvó őssel – Markusszal és Emiliával –, addig Viktor Lucian menekülés közben látszólag sikeresen megöli. A vár immár a vérfarkasoké és új vezérüké, Luciené, ám Viktornak sikerül kimenekülnie, és később egy hajó fedélzetén csatlakozik a többi alvó őshöz.
A film legvégén az első film egy részlete és beszélgetése hallatszik, mely során a vámpírvezető Kraven tárja fel Selene-nek Viktor titkát a lányáról és a vérfarkasokról.

## Szereplők
| Szerep        | Színész           | Magyar hang      |
| ------------- | ----------------- | ---------------- |
| Lucian        | Michael Sheen     | Széles Tamás     |
| Sonja         | Rhona Mitra       | Peller Mariann   |
| Viktor        | Bill Nighy        | Kárpáti Tibor    |
| Andreas Tanis | Steven Mackintosh | Vári Attila      |
| Luka          | Tania Nolan       |                  |
| Sabas         | Craig Parker      | Posta Victor     |
| Raze          | Kevin Grevioux    | Schneider Zoltán |
| Xristo        | Jared Turner      | Dányi Krisztián  |

## Filmzene
1. Ghosts On The Radio – Steal My Romance
2. Genghis Tron – Board Up the House (Renholder Remix)

## Bevételi adatok
A film költségvetése 35000000 dollár volt, az összbevétele pedig 91353501 dollár.

## Kritika
1. Variety – 70/100
2. The Hollywood Reporter – 70/100
3. USA Today – 63/100
4. The New York Times – 60/100
5. Entertainment Weekly – 58/100
6. Los Angeles Times – 50/100
7. Austin Chronicle – 30/100
8. Chicago Reader – 30/100

## Fordítás
- Ez a szócikk részben vagy egészben  az   Underworld: Rise of the Lycans című angol Wikipédia-szócikk fordításán alapul.  Az eredeti cikk szerkesztőit annak laptörténete sorolja fel. Ez a jelzés csupán a megfogalmazás eredetét és a szerzői jogokat jelzi, nem szolgál a cikkben szereplő információk forrásmegjelöléseként.